# PGC 84733
LEDA/PGC 84733 ist eine Linsenförmige Galaxie mit aktivem Galaxienkern vom Hubble-Typ S0 im Sternbild Herkules am Nordsternhimmel, die schätzungsweise 533 Millionen Lichtjahre von der Milchstraße entfernt ist. Die Galaxie gilt als Mitglied des Herkules-Haufens Abell 2151.

Im selben Himmelsareal befinden sich u. a. NGC 6053, NGC 6055, IC 1189, IC 1190.